# Jonas Jablonskis
Jonas Jablonskis, známý také pod pseudonymem Rygiškių Jonas, (30. prosince 1860 Kubilėliai, Šakiai – 23. února 1930 Kaunas) byl litevský jazykovědec, který je považován za tvůrce spisovné litevštiny.

## Dílo
- Lietuvių kalbos gramatika (Gramatika litevského jazyka, první verze 1901, definitivní verze 1922)
- Lietuvių kalbos sintaksė (Skladba litevského jazyka, 1918)
- Linksniai ir prielinksniai (Pády a předložky, 1928)

Svými studiemi Jablonskis položil základy popisu fonetického, morfologického a syntaktického systému litevštiny. Vypracoval také systém gramatické terminologie a popsal vztahy mezi dialekty a literárním jazykem.